# Bataille d'Érétrie
Guerre du Péloponnèse
Batailles
- Sybota
- Potidée
- Chalcis
- Patras
- Naupacte
- Mytilène
- Tanagra
- Étolie
- Olpae
- Idomene
- Pylos
- Sphactérie
- Délion
- Amphipolis
- Mantinée
- Mélos
- Expédition de Sicile
- Symi
- Érétrie
- Cynosséma
- Abydos
- Cyzique
- Notion
- Arginuses
- Aigos Potamos

La bataille d'Érétrie est une bataille qui a eu lieu au mois de septembre -411, au cours de la guerre du Péloponnèse, et qui a vu la victoire de la flotte spartiate sur la flotte athénienne.

## Historique
La cité d'Érétrie cherche à mettre fin à la domination athénienne sur l'Eubée et les Spartiates envoient une flotte de 42 navires pour l'aider dans cette entreprise. Athènes expédie elle aussi une flotte, forte de 36 navires, pour empêcher les Spartiates de contrôler la voie maritime entre l'Eubée et leur cité. La flotte athénienne fait escale à Érétrie afin de se ravitailler mais les habitants de cette cité préviennent la flotte spartiate tout en retardant le plus possible les Athéniens dans leurs préparatifs. Quand la flotte spartiate arrive au large d'Érétrie, les Athéniens doivent embarquer précipitamment et partent au combat sans aucune coordination. La bataille qui s'ensuite voit la victoire des Spartiates et la capture de 22 navires athéniens. Les Athéniens essayant de trouver refuge dans Érétrie sont tués par les habitants de la cité.
Peu après la bataille, toute l'Eubée change d'allégeance et se range du côté de Sparte. La flotte spartiate désormais établie en Eubée est victime d'une tempête, au large du mont Athos, à la fin de l'année -411, alors qu'elle tente de gagner l'Hellespont, et est presque entièrement détruite.

## Sources
- Thucydide, Histoire de la guerre du Péloponnèse, Livre VIII-95